# Aschistophleps
Aschistophleps là một chi bướm đêm thuộc họ Sesiidae.

## Các loài
- Aschistophleps lampropoda  Hampson, [1893]
- Aschistophleps longipoda  Arita & Gorbunov, 2000
- Aschistophleps metachryseis  Hampson, 1895
- Aschistophleps murzini  Gorbunov & Arita, 2002
- Aschistophleps xanthocrista  Gorbunov & Arita, 1995